# Cervignano del Friuli
Cervignano del Friuli (Çarvignan in friulano standard, Sarvignan nella variante locale, Cervignan in dialetto bisiaco) è un comune italiano di 13 783 abitanti, è la più grande cittadina per popolazione della Bassa Friulana e il 5º comune della provincia di Udine; a partire dagli anni 2000 è uno dei centri di maggiore crescita della regione Friuli-Venezia Giulia.

## Geografia fisica
La città è situata nella Bassa Friulana orientale, di cui è il centro principale, è bagnata dal fiume Ausa, chiamato anticamente Alsa, e si trova a circa 10 km dalla laguna di Grado e a circa 16 km dal mare Adriatico. Il territorio comunale confina a nord e a nord-ovest con il comune di Bagnaria Arsa, a sud con quello di Terzo di Aquileia, a ovest con Torviscosa, a est con Villa Vicentina, a nord-est con Ruda e Aiello del Friuli.

### Clima
La tabella sottostante riporta i valori medi che si registrano in città nel corso dell'anno:
| Mese                | Mesi | Mesi | Mesi | Mesi | Mesi | Mesi | Mesi | Mesi | Mesi | Mesi | Mesi | Mesi | Stagioni | Stagioni | Stagioni | Stagioni | Anno  |
| Mese                | Gen  | Feb  | Mar  | Apr  | Mag  | Giu  | Lug  | Ago  | Set  | Ott  | Nov  | Dic  | Inv      | Pri      | Est      | Aut      | Anno  |
| ------------------- | ---- | ---- | ---- | ---- | ---- | ---- | ---- | ---- | ---- | ---- | ---- | ---- | -------- | -------- | -------- | -------- | ----- |
| T. max. media (°C)  | 7    | 9    | 13   | 17   | 22   | 26   | 28   | 28   | 24   | 18   | 13   | 8    | 8        | 17,3     | 27,3     | 18,3     | 17,8  |
| T. min. media (°C)  | −1   | 1    | 3    | 7    | 11   | 15   | 17   | 16   | 13   | 9    | 5    | 1    | 0,3      | 7        | 16       | 9        | 8,1   |
| Precipitazioni (mm) | 89   | 72   | 103  | 119  | 126  | 136  | 79   | 90   | 99   | 124  | 107  | 104  | 265      | 348      | 305      | 330      | 1 248 |

## Storia
La storia di Cervignano si ricollega, come tutta quella della Bassa Friulana, alla fondazione di Aquileia nel 181 a.C. da parte dei triumviri romani Lucio Manlio Acidino, Publio Scipione Nasica e Gaio Flaminio mandati dal senato di Roma antica a sbarrare la strada ai barbari che minacciavano i confini orientali d'Italia. Come avvenne anche in altri luoghi, le terre attorno alla città furono ben presto assegnate ai veterani: una strategia che, solitamente, permetteva la graduale romanizzazione della regione circostante. La nascita di Cervignano, come praedium o villa, va quindi ascritta a questo tipo di strategia di urbanizzazione. Nei pressi di Cervinianum, inoltre, morì l'imperatore Costantino II, caduto in una imboscata dell'esercito del fratello Costante I, nell'aprile 340.
Cervignano è attestato nelle fonti a partire dal 912 con i toponimi Cerveniana o Cirvignanum. Il termine deriva dal nome proprio di un'antica famiglia romana, Cervenius o Cervonius, col suffisso -anus a indicare appartenenza. L'etimologia popolare lo collega, però, a "cervo", vista la presenza in passato di vasti boschi che si dice essere stati popolati da cervi, da cui la parte sinistra del simbolo cittadino. L'ancora sulla parte destra richiama invece l'antico porto fluviale sull'Ausa, un tempo principale motore economico e via di comunicazione della cittadina.
Dall'VIII secolo fu sede di un'abbazia benedettina dedicata a San Michele Arcangelo: assegnata al celebre monastero aquileiese di Santa Maria (secolo XI), vi esercitò i diritti d'avocazia il conte di Gorizia..

### Repubblica di Venezia
Nel 1420 il paese e l'intero territorio passò sotto Venezia. Nel 1477, in seguito alla pace stipulata tra Federico d'Asburgo e l'impero Turco, con cui l'imperatore asburgico si impegnava a non interferire con le imprese turche contro le terre friulane, cominciarono le scorribande ottomane favorite anche dal conte di Gorizia Leonardo che ne permise il libero passaggio attraverso le sue terre. A Cervignano le milizie veneziane comandate da Giovanni Novello opposero una resistenza eroica, seppur vana, alle orde di saccheggiatori turche sull'Isonzo.

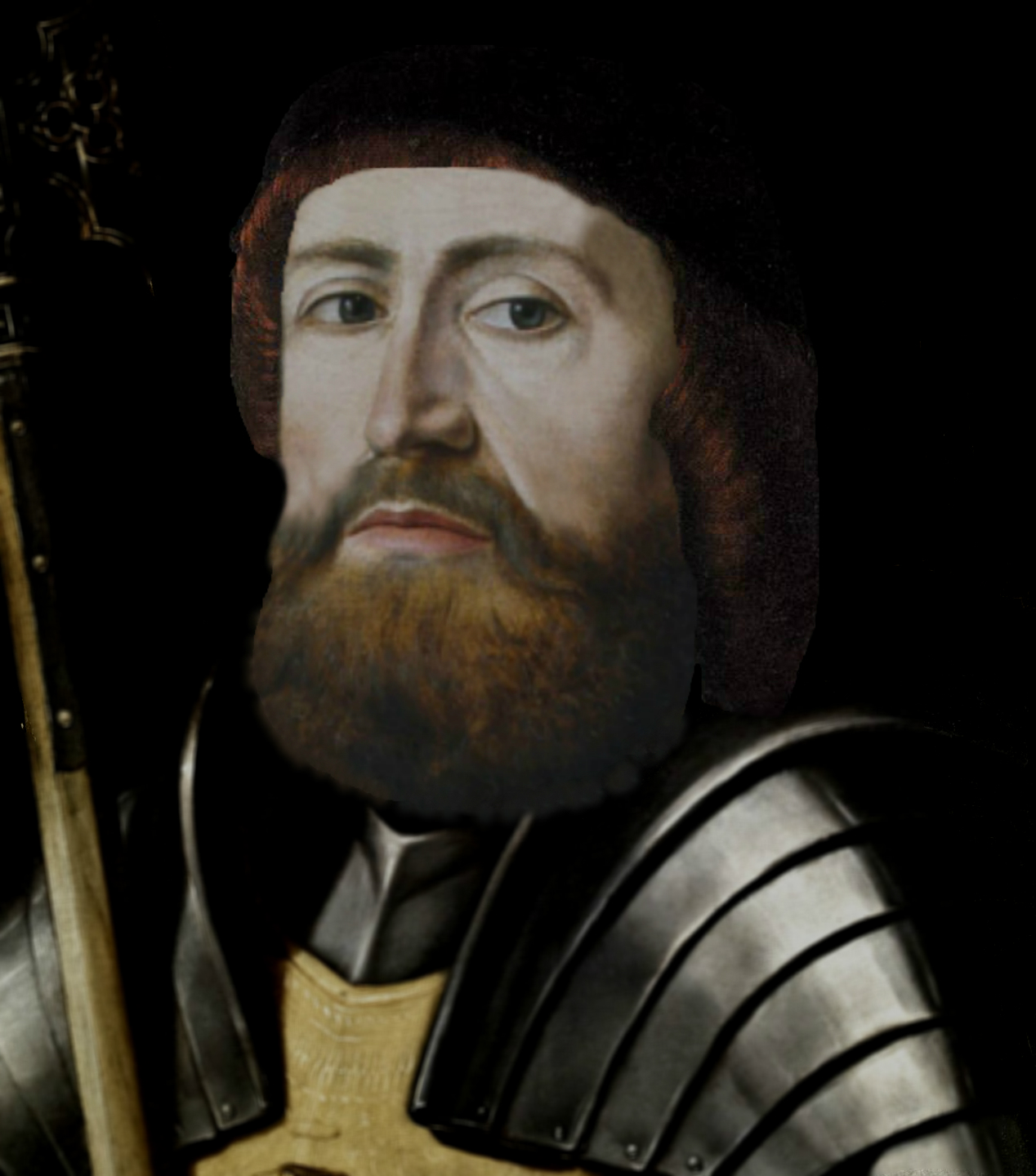
Giovanni Novello

### Passaggio sotto il Sacro Romano Impero
Nel 1509 il paese passò sotto la contea di Gorizia, da poco annessa alla Casa d'Austria, e vi rimase ininterrottamente nei tre secoli seguenti, salvo una breve occupazione veneziana durante la guerra di Gradisca nel 1615-1617.
In seguito alla suddivisione della contea di Gorizia in 16 Capitanati stabilita da Massimiliano I, Cervignano venne a trovarsi nel capitanato di Aquileia.
Diverse parti dell'attuale territorio comunale, tra cui Muscoli, Pradiziolo, Scodovacca e alcune tra le odierne periferie dello stesso capoluogo, restarono invece possesso veneziano: fu il fiume Ausa fin nel suo tratto cittadino, dove sorgeva il porto ed il primo ed unico ponte dalla sua foce, a fungere da confine tra i due stati.

### Guerre veneziane e napoleoniche
Solo brevi parentesi interruppero il dominio austriaco sul capoluogo: durante la guerra di Gradisca e negli anni delle guerre napoleoniche, quando Cervignano fu trattata dagli austriaci come merce di scambio nei trattati. Proprio in seguito alle guerre napoleoniche, nel 1805 con la Pace di Presburgo Cervignano passò sotto il possesso italo-francese: la regione a occidente dell'Isonzo fu inclusa nel Regno Italico e il suo territorio venne organizzato nei dipartimenti di Passariano, del Tagliamento e dell'Adriatico. A loro volta i dipartimenti vennero divisi in distretti e questi in cantoni. Cervignano venne elevato al rango non solo di comune ma anche di capoluogo del IV Cantone dipendente dal III Distretto di Gradisca che faceva parte del Dipartimento di Passariano.

### Dominazione Imperiale Austriaca
Nel 1813 tutta la regione venne riconquistata dall'Austria e il paese venne a far parte della Provincia di Gorizia. Il Congresso di Vienna nel 1815 confermò questo stato di fatto. L'Ausa, nel tratto a valle poco fuori dall'abitato a sud-ovest, segnò il confine internazionale fra l'Impero austro-ungarico e il Regno d'Italia dal 1866, termine della Terza guerra d'indipendenza italiana, quando il Veneto e il Friuli centro-occidentale furono annessi all'Italia, fino alla prima guerra mondiale.
Il 28 luglio 1914 l'Austria-Ungheria dichiara guerra alla Serbia, il 31 luglio Francesco Giuseppe firma la mobilitazione generale e in Agosto anche Cervignano viene colpita dalla coscrizione obbligatoria nell'esercito Imperiale, agli uomini chiamati alle armi viene ordinato di presentarsi entro due giorni alla "Caserma Grande" di Trieste dove vengono inquadrati nel 97º reggimento, vengono forniti vestiario militare e un minimo di addestramento formale, l'11 agosto parte dalla stazione centrale di Trieste e viene inviato al fronte in Galizia, dove agli uomini viene per la prima volta consegnato il fucile.
Il 23 agosto 1914 gli uomini del 97º reggimento praticamente privi di addestramento vengono mandati in prima linea in quella che passerà alla storia come la battaglia di Galizia, e dove oltre il 70% di loro troverà la morte.

### Passaggio al Regno d'Italia
Cervignano fu sede di forti movimenti dell'irredentismo (vedi associazioni storiche), che auspicavano il passaggio all'Italia. Nel 1914 l'irredentista Giuseppe Rizzatti, insieme a Romeo Battistig, Ugo Zilli e Gualtiero Valentinis, era riuscito a falsificare perfettamente i timbri della polizia austriaca di Cervignano; servendosi di questo documento, un centinaio di allievi ufficiali di Gorizia avrebbero dovuto approfittare di una festa popolare a Lucinico per passare in forze il confine. Il piano fallì e Rizzatti venne arrestato, processato, e condannato alla pena di morte, ma grazie a degli errori procedurali il dibattimento è stato ripetuto davanti alla Corte d’assise di Lubiana, che ha ridotto la pena a dieci anni di carcere duro, muore l'anno dopo durante la reclusione.
Sul piazzale immediatamente prospiciente l'attuale ponte sull'Ausa durante la prima guerra mondiale, arrivò uno dei primi colpi d'artiglieria italiana che da San Giorgio di Nogaro sparò sulla prima città austriaca da conquistare, appunto Cervignano. In loco esiste tuttora una lapide che commemora l'evento che cita: " Qui, con il primo colpo di cannone, la mattina del 24 Maggio 1915, l'Italia preconizò l'unità della Patria ". La cittadina dopo il bombardamento venne abbandonata dalle truppe austriache e fu presa il 24 maggio 1915 dai Bersaglieri italiani e mantenuta dal Regio Esercito sino alla fine di ottobre del 1917, divenendo sede del comando della III Armata, guidata da Emanuele Filiberto di Savoia duca d'Aosta e da luglio 1915 del I Gruppo fino ad agosto.
La città durante il periodo bellico venne ripetutamente bombardata dalle truppe austriache; dalle alture del Carso sparavano artiglierie di grosso calibro mentre si susseguivano diverse incursioni aeree. L'Esercito Italiano dotò la cittadina di diversi manufatti in cemento armato quali rifugi per la popolazione ai predetti bombardamenti (rifugi che, in parte, sussistono ancora).
Dopo la disfatta di Caporetto quanti poterono cercarono rifugio nell'Italia centrale, chi rimase dovette sottostare alla pesante occupazione e alla rappresaglia dall'esercito austro-ungarico, che impiccò vari presunti collaborazionisti a monito della popolazione.
A confortare e sostenere la popolazione in quello che fu definito "un lungo anno di squallida miseria e di triste abbandono" furono due sacerdoti, il parroco del paese e il suo catechista Angelo Molaro insegnante di religione delle scuole primarie.
Arrivata la notizia che il 30 ottobre 1918 Trieste aveva proclamato il distacco dall'Austria, Angelo Molaro convocò segretamente per il 1 di novembre i capifamiglia al bar "Alla Nave" stabilendo la costituzione di un Comitato di Salute Pubblica con i pieni poteri in attesa dell'esercito italiano, il testo del manifesto con cui veniva data pubblica ufficialità alla cittadinanza è tuttora scolpito su una targa di marmo in piazza Unità d'Italia sulla facciata dello stesso locale dove si era tenuto l'incontro. Esso proclama che Cervignano di sua volontà è la seconda città dopo Trieste "che da sola si proclama libera dall'autorità austriaca".
La mattina del 4 novembre entrarono in città anche un gruppo di mitraglieri della II Divisione di Cavalleria comandata dal maggiore Federico Noris dei Lancieri di Firenze. Nel pomeriggio dello stesso giorno giunse a Cervignano l'allora colonnello Oreste De Gaspari comandante del 14º Reggimento bersaglieri a cui il Comitato di Salute Pubblica consegnò l'autorità governativa.

### Manifesto della Liberazione dall'Austria

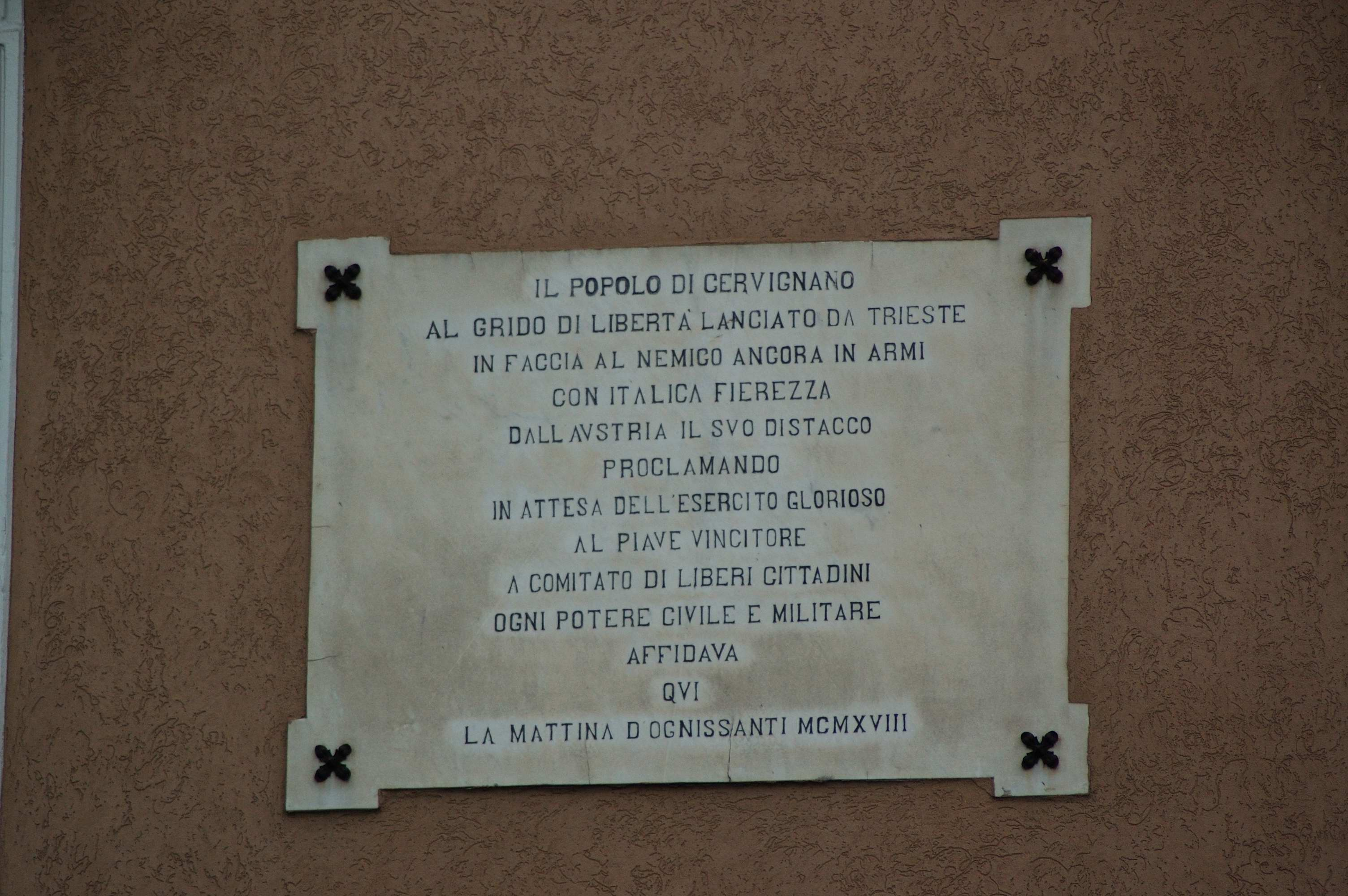
Targa che commemora la proclamazione di indipendenza di Cervignano dall'Austria

La città fu consegnata all'ufficiale italiano in nome della Repubblica (il Comitato di Salute Pubblica era infatti un collegio di rappresentanti del popolo con pieni poteri) pertanto Cervignano del Friuli è stata anche se per soli 4 giorni una Repubblica statuaria indipendente.

### Seconda guerra mondiale - Eccidio del 29 aprile 1945
Anche Cervignano del Friuli contò diverse vittime durante la seconda guerra mondiale: 9 i deceduti per i bombardamenti aerei alleati e ben 58 le altre vittime per eventi diversi.
Tremendi furono i fatti del 29 aprile 1945 - due giorni prima dell'arrivo delle truppe alleate una colonna tedesca di Waffen-SS della 24. Waffen-Gebirgs-Division Karstjager ritirata sulla strada che da Grado porta a Cervignano, mise in atto un sequestro dei mezzi di trasporto nelle località di Belvedere, Aquileia e Terzo. In località S. Martino di Terzo venivano affrontati il 28 aprile da un gruppo di partigiani intenzionati a mettere fine alle requisizioni, scatenando così la loro reazione. Dopo aver compiuto un rastrellamento e ucciso 13 persone, la colonna si spostò a Cervignano e occupò completamente il centro abitato. Nella notte soldati tedeschi ubriachi imperversarono nella cittadina, e il mattino seguente, il 29 aprile, operarono un rastrellamento che portò al fermo di oltre 150 persone, tra cui diversi carabinieri fatti sgomberare dalla caserma, che vennero assembrate in piazza Unità. Dalla chiesa, in cui si stava svolgendo la funzione religiosa, vennero fatte uscire altre decine di persone, compreso il parroco, il sacrestano e diversi chierici. A nulla valsero le intermediazioni del parroco don Cian, che riuscì solo ad ottenere il mancato incendio del paese.
Vennero individuati 21 ostaggi, suddivisi poi in due gruppi. 12 vennero condotti verso la vecchia Fornace Sarcinelli e, lungo il tragitto, a ridosso del fiume Ausa, vennero picchiati e seviziati dai militi ubriachi. Arrivati alla fornace essi vennero fucilati e i corpi gettati nel fiume. L’altro gruppo venne invece condotto in località Tre Ponti dove ebbe luogo la seconda fucilazione. I corpi abbandonati, dopo aver subito scempio da parte dei soldati, vennero successivamente ricomposti con l’aiuto di alcune donne del luogo.

### Simboli
Lo stemma è stato riconosciuto con decreto del capo del governo del 25 aprile 1929.
È uno scudo partito: nel primo campo, su sfondo d'oro, è rappresentato un cervo saliente rivoltato; sullo sfondo azzurro della seconda partizione un'ancora d'acciaio a tre uncini, posta in palo.
Il gonfalone, concesso con D.P.R. del 20 dicembre 2001, è un drappo partito di azzurro e di giallo.

## Monumenti e luoghi d'interesse

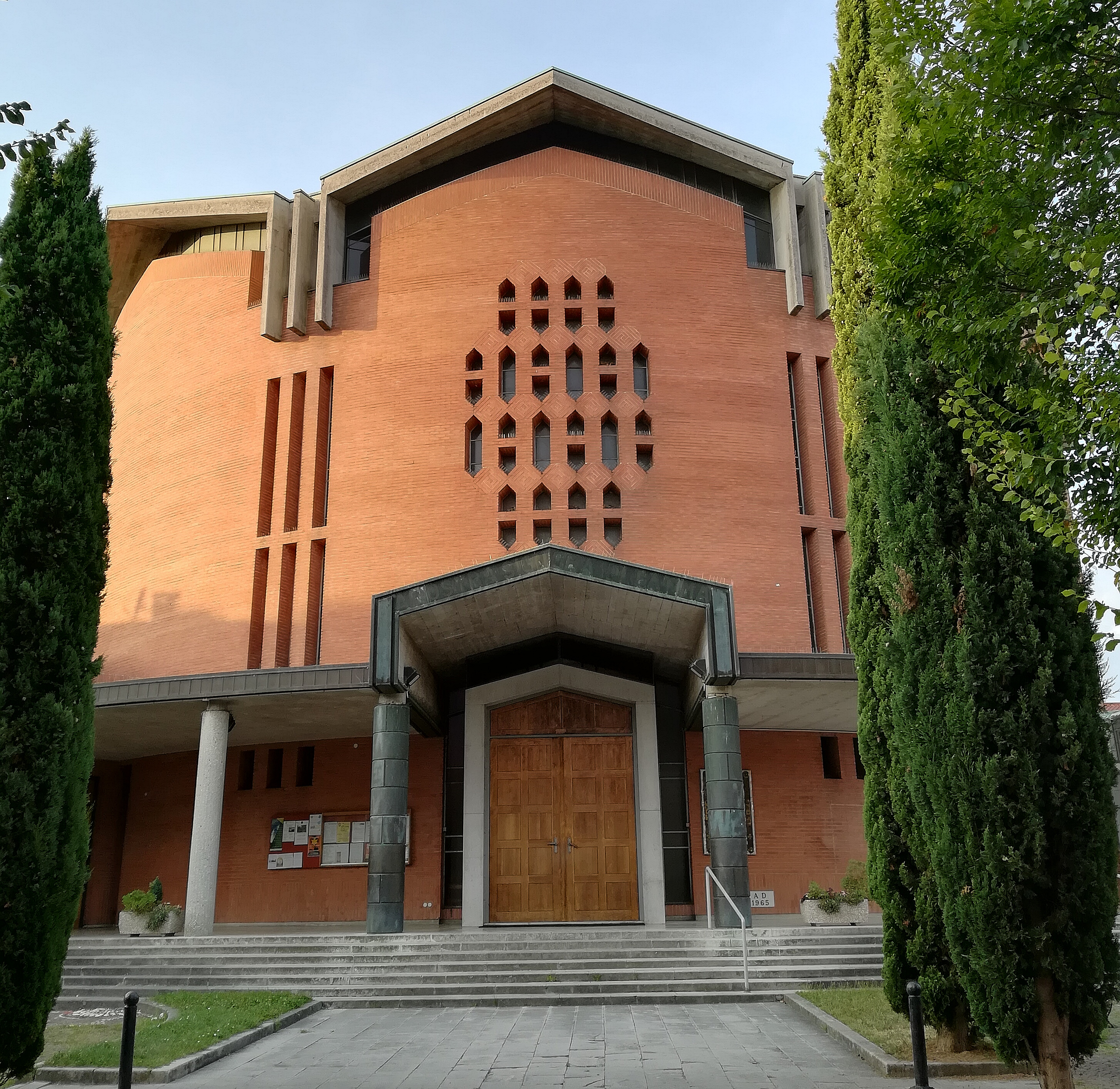
Il duomo

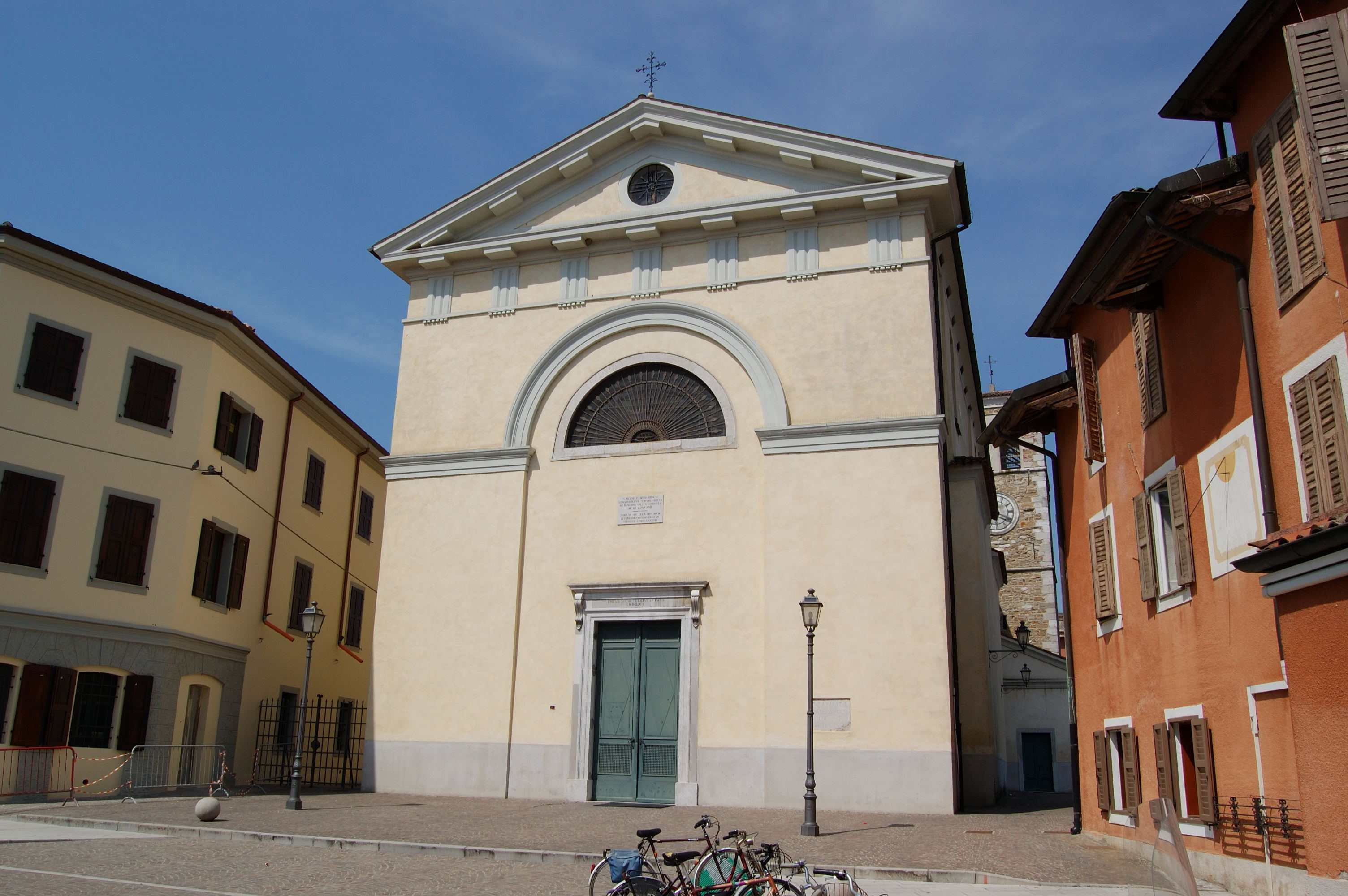
La chiesa madre di San Michele Arcangelo

- Il Duomo
Costruito nel 1965 su progetto dell'architetto udinese Giacomo Della Mea secondo arditi criteri di modernità, funzionali e simbolici, dedicato alla Madonna di Fatima, in esso è posto un imponente crocifisso in bronzo realizzato dallo scultore Max Piccini. Alle pareti, su pannelli, sono stati eseguiti dall'artista Paolo Orlando, dei dipinti raffiguranti momenti della vita di Cristo. Il Battistero è stato completato con tre opere del pittore cervignanese Giuseppe Zigaina.
- Chiesa madre di San Michele Arcangelo
Sorta nel 1780 a fianco dell'antica abbazia benedettina distrutta dagli ungari; all'interno i neorestaurati affreschi dell'insigne pittore veneziano Sebastiano Santi, eseguiti nel 1846. Recentemente restaurata è stata consegnata al culto dopo diversi anni nel 1994. I lavori hanno permesso di individuare nel sottosuolo interessanti reperti di epoca romana e resti di inumazioni del periodo medievale visitabili in una vasta cripta. Ai piedi della torre campanaria del secolo XI è visibile un pregevole mosaico di epoca longobarda scoperto nel 1915 durante dei lavori da parte dell'Esercito Italiano. Recentemente si è potuto anche constatare l'esistenza, in base a delle foto d'archivio, di un altro mosaico raffigurante un'aquila dorata senza però poterne individuare la sua collocazione. La chiesa custodiva anche un altare maggiore monumentale, sparito nel nulla, però, nel periodo in cui l'edificio rimase chiuso prima della riapertura in seguito agli ultimi lavori di restauro.
- Cappella di Santa Croce, cappella gentilizia delle famiglie Bresciani - Attems - Auersperg sita nel parco dell'omonima villa con ingresso in via Trieste. Nel suo interno si trova un monumentale Crocifisso ligneo del XII secolo di scultore sconosciuto di scuola pusterese. Recentemente restaurato è stato riportato all'originale splendore. Nella parte occipitale del capo è stata rinvenuta una crocetta in argento e smalti di fattura bizantina.
- Chiesa di San Girolamo. La chiesa di San Girolamo, la cui data di costruzione non è nota, nel 1683 fu restaurata, ma, poi, a causa dell’abbandono in cui fu lasciata a lungo, era in condizioni tali che, nel 1873, venne riedificata dalle fondamenta. Negli anni successivi venne di nuovo abbandonata fino al termine della Prima Guerra mondiale, quando don Angelo Molaro decise di ampliarla, ridandole forma e stile primitivo. I lavori iniziarono nel 1924 e nel settembre del 1933 fu benedetta; è a questo periodo che, probabilmente, si deve riferire il reimpiego di tutti i reperti romani che oggi sono visibili all’esterno o all’interno della chiesa e che provengono da Aquileia o dal territorio circostante. Esternamente presenta il tetto a doppio spiovente, il protiro con monofora campanaria a tutto sesto e il campanile a vela.[13]
- Chiesa di San Marco, a Scodovacca, costruita tra il 1829 e il 1830, venne consacrata nel 1833;
- Chiesa di San Nicolò a Strassoldo. La parrocchiale di Strassoldo si trova nel Castello di Sopra e venne edificata nel XVIII secolo;
- Villa Bresciani-Attems-Auersperg (via Trieste)
Dalla maestosa scalinata in pietra bianca che conduce al portale bugnato attorniata dai residui dell'antico parco.
- Villa Chiozza
Residenza dello scienziato Luigi Chiozza, che dedicò la sua esperienza e il suo amore per la botanica alla realizzazione dello splendido parco. Il Chiozza fu nominato accademico di Francia per i suoi studi scientifici sull'agricoltura e sulla bachicoltura; collaborò con lo scienziato Pasteur che, per un periodo, fu suo ospite in quel di Scodovacca. La villa e il parco, già sede dell'ERSA (Ente Regionale per la Promozione e lo Sviluppo dell'Agricoltura del Friuli-Venezia Giulia) e della stazione meteorologica, è attualmente di proprietà della Regione Friuli-Venezia Giulia.
- Villa De Obizzi Lanzone (Borgo Gortani)
- Castello di Strassoldo
Frazione di Cervignano, un tempo Comune autonomo, che ha le sue radici storiche confermate nel 1035 da un editto del patriarca Poppo per la concessione del territorio alle famiglie Strassan (originarie degli attuali Strassoldo). Ora il borgo, ricco di un'antica storia, racchiude due castelli, quello di Sopra e quello di Sotto, con annessa una chiesa dedicata a san Nicolò, oggi chiesa parrocchiale. Qui sono state officiate le nozze del maresciallo austriaco Radetzski con una Strassoldo. Il borgo fu anche residenza del barone Franz Kuhm, dignitario della corte austriaca e feldmaresciallo dell'esercito. Nel borgo Gallo, circondata da una muraglia, c'è la chiesetta di Santa Maria in Vineis (nominata in un testamento del 1334) che, recentemente restaurata, raccoglie un ciclo di affreschi raffiguranti storie del Vecchio e Nuovo Testamento. Nella chiesetta era anche custodito un Crocifisso di grandi dimensioni del secolo XVII; risulta essere uno dei quattro calchi di un originale del XII secolo sito in Pordenone. Era esposto nella sacrestia della parrocchiale prima di essere trasferito presso i laboratori della Soprintendenza, dove si trova attualmente per il restauro.

## Società

### Evoluzione demografica
Abitanti censiti

### Lingue e dialetti
A Cervignano del Friuli, accanto alla lingua italiana, la popolazione utilizza la lingua friulana. Ai sensi della Deliberazione n. 2680 del 3 agosto 2001 della Giunta della Regione Autonoma Friuli-Venezia Giulia, il Comune è inserito nell'ambito territoriale di tutela della lingua friulana ai fini della applicazione della legge 482/99, della legge regionale 15/96 e della legge regionale 29/2007.
La lingua friulana che si parla a Cervignano rientra fra le varianti appartenenti al friulano goriziano.
La popolazione friulana, d'origine autoctona e di altri luoghi della regione, costituisce oggi solo una parte dei cervignanesi. A seguito del primo conflitto mondiale e dell'annessione all'Italia e soprattutto a partire dal secondo dopoguerra la cittadina, non troppo colpita dall'emigrazione, è stata invece interessata da un notevole afflusso di nuovi residenti: sia dalla vicina area giuliana e dal Veneto, sia da altre regioni, in particolare del Sud Italia. Dai primi anni novanta si è incrementato notevolmente anche il numero, prima trascurabile, dei residenti d'origine straniera, che sono giunti a costituire nel complesso oltre un decimo della popolazione totale ed il cui peso percentuale sembra destinato ad aumentare costantemente anche nei prossimi anni.
Al 31 dicembre 2023, secondo i dati dell'Ufficio Anagrafe, la popolazione comunale residente risultava essere di 13 680 abitanti, di cui 7 034 femmine e 6 833 maschi, distribuiti in 6 360 nuclei familiari e convivenze. La gran parte dei residenti, circa 11 400 abitanti, è concentrata nel capoluogo comunale, mentre 960 sono gli abitanti di Scodovacca, 830 quelli di Strassoldo e 610 gli abitanti di Muscoli (in queste 4 circoscrizioni sono comprese anche tutte le altre località e case sparse).
I cittadini stranieri residenti al 1° gennaio 2024 sono 1 916 (14,0%) in maggioranza provenienti dall'Europa centro-orientale.

Tra le cittadinanze più rappresentate troviamo::
- Romania, 665
- Albania, 223
- Croazia, 124
- Ucraina, 123
- Bosnia-Erzegovina, 89
- Marocco, 88
- Kosovo, 50
- Serbia, 38

## Cultura
La città dispone di due teatri: il "Pier Paolo Pasolini" utilizzato anche come cinema, e la "Sala Aurora". Cervignano inoltre dispone di un centro civico di recente ristrutturazione a cui è annessa la biblioteca civica con un patrimonio di circa 30.000 volumi. È anche presente una Casa della Musica, edificio dotato di sale di prova, di una sala di registrazione e di un auditorium comunale.

### Scuole
Cervignano ha due scuole pubbliche secondarie di secondo grado: il liceo scientifico "Albert Einstein" e l'istituto tecnico industriale "A. Malignani".
Cervignano è inoltre sede di una scuola media statale, l'istituto "G. Randaccio", e quattro scuole elementari: l'istituto comprensivo "R. Pitteri", l'istituto "A. Molaro", l'istituto "via della Turisella" e l'istituto "G. Gioberti" nella frazione di Strassoldo. Vi sono infine quattro scuole dell'infanzia pubbliche, l'istituto "Carlo Collodi", l'istituto "Gianni Rodari", l'istituto "Vittorio Podrecca" e l'istituto "C. D'Agostina" nella frazione di Strassoldo, nonché una scuola dell'infanzia privata, l'istituto cattolico "Maria Immacolata".

### Media

#### Radio
Unica emittente attiva è oggi la cattolica "Radio Presenza" FM 99.0 MHz e online
Nel passato a Cervignano hanno operato "Radio Fantasy" (dichiarata fallita e chiusa il 30 novembre 2017, dopo la cessione delle frequenze a RTL 102.5), "Radio SuperStar", "Onde Adriatiche" (queste ultime furono attive fino agli anni Novanta) e "Radio Baccano" (chiusa negli anni duemila), cui succedette "Radio Metrò" (quest'ultima concluse le trasmissioni il 26 novembre 2014). Prima radio privata è stata Radio Friuli Adriatico nata a fine anni settanta e chiusa negli anni ottanta.

## Economia
Il ruolo del terziario che negli ultimi decenni ha trasformato Cervignano in una cittadina di servizi: numerose sono infatti le banche, gli uffici assicurativi e gli sportelli pubblici nonché gli esercizi ed attività commerciali.

## Infrastrutture e trasporti
Cervignano è un importante crocevia, in quanto si trova all'incrocio fra la statale 352 Udine-Grado e la statale 14 Venezia-Trieste; è inoltre punto d'inizio della statale 351 diretta a Gorizia ed al valico di confine.
È un rilevante nodo ferroviario in quanto é presente la stazione Ferroviaria di Cervignano Aquileia Grado, composta da 5 binari, e nella quale effettuano servizio viaggiatori: treni regionali, intercity e frecce. 
È presente altresì lo scalo di Cervignano Smistamento composto a sua volta da 3 postazioni: Fascio Arrivi, Fascio partenze e Fascio Estrazioni che verrà presto integrato nel progettato interporto Alpe Adria.
Il tratto cittadino del fiume Ausa, nonostante abbia da lungo tempo perso la sua funzione di scalo commerciale e via di comunicazione, è tuttora navigabile fino al ponte di Cervignano ed utilizzato primariamente per uso diportistico.

## Amministrazione
| Sindaco          | Inizio mandato | Fine mandato | Lista                    | Coalizione     |
| ---------------- | -------------- | ------------ | ------------------------ | -------------- |
| Mauro Travanut   | 1993           | 1997         | PDS                      | Centrosinistra |
| Mauro Travanut   | 1997           | 2002         | PDS                      | Centrosinistra |
| Pietro Paviotti  | 2002           | 2007         | Lista Civica Il Ponte    | Centrosinistra |
| Pietro Paviotti  | 2007           | 2012         | Lista Civica Il Ponte    | Centrosinistra |
| Gianluigi Savino | 2012           | 2017         | Lista Civica Il Ponte    | Centrosinistra |
| Gianluigi Savino | 2017           | 2022         | Lista Civica Il Ponte    | Centrosinistra |
| Andrea Balducci  | 2022           | in carica    | Lista La città possibile | Centrodestra   |